# Goodview
Goodview és una població dels Estats Units a l'estat de Minnesota. Segons el cens del 2000 tenia 3.373 habitants.

## Demografia
Segons el cens del 2000, Goodview tenia 3.373 habitants, 1.375 habitatges, i 966 famílies. La densitat de població era de 752,8 habitants per km².
Dels 1.375 habitatges en un 34,3% hi vivien nens de menys de 18 anys, en un 57,7% hi vivien parelles casades, en un 9,9% dones solteres, i en un 29,7% no eren unitats familiars. En el 24,2% dels habitatges hi vivien persones soles el 7,6% de les quals corresponia a persones de 65 anys o més que vivien soles. El nombre mitjà de persones vivint en cada habitatge era de 2,45 i el nombre mitjà de persones que vivien en cada família era de 2,92.
Per edats la població es repartia de la següent manera: un 25,7% tenia menys de 18 anys, un 8,7% entre 18 i 24, un 30,1% entre 25 i 44, un 24,5% de 45 a 60 i un 11% 65 anys o més.
L'edat mediana era de 36 anys. Per cada 100 dones de 18 o més anys hi havia 92,5 homes.
La renda mediana per habitatge era de 43.654 $ i la renda mediana per família de 52.837 $. Els homes tenien una renda mediana de 36.788 $ mentre que les dones 23.554 $. La renda per capita de la població era de 22.488 $. Entorn del 3,8% de les famílies i el 6,2% de la població estaven per davall del llindar de pobresa.

## Poblacions més properes
El següent diagrama mostra les poblacions més properes.